# Bumble Bees
The Bumble Bees was een popgroep, afkomstig uit Den Haag.
De band, die een tijdje zangeres Mariska Veres heeft begeleid, ontstond in 1965. De eerste single, Day by day/You, die uitkwam op het befaamde Muziek Expres-label Op-Art, doet vocaal sterk aan The Byrds denken. De tweede productie, I was blind/A girl of my kind, is destijds niet uitgebracht, hoewel er wel mee werd geadverteerd in het maandblad Muziek Expres.
In 1967 werd op het Philipslabel de tweede single Maybe someday/A girl of my kind gelanceerd. De opnamen voor deze single vonden voor de A-kant (Maybe someday) plaats in de Phonogram-studio's. Voor de B-kant ging de groep naar een studio in Hounslow in Engeland.
Op 26 maart 1966 speelde de band in het voorprogramma van The Rolling Stones in de Brabanthallen te 's-Hertogenbosch. Eind 1967 viel de formatie uiteen. Jim ten Boske zou later bij The Shoes gaan spelen.

## Oorspronkelijke bezetting
- Jim ten Boske  (zang, gitaar en keyboard)
- Joop Lelieveld (zang en gitaar)
- René Bakker (bas), later Henny van den Berg
- Nico Overgaauw (drums), later Jacob van Heiningen